# Compus heterociclic
Un compus heterociclic este un compus ciclic de natură organică în care cel puțin unul dintre atomii componenți ai ciclului (în acest caz denumit heteroatom) este al altui element decât carbonul. Cei mai comuni heteroatomi din cadrul compușilor heterociclici sunt azotul, oxigenul și sulful. Aceste elemente pot lega anumiți electroni neparticipanți printr-o legătură de tip covalent cu atomul de carbon.
Se întâlnesc în compușii naturali numiți alcaloizi.

## Exemple
Denumirile cursive sunt hotărâte de IUPAC și nu respectă nomenclatura Hantzsch-Widman
|                   | Saturați              | Saturați          | Saturați           | Nesaturați         | Nesaturați        | Nesaturați          | Nesaturați |
| Heteroatom        | Azot                  | Oxigen            | Sulf               | Azot               | Oxigen            | Sulf                |            |
| ----------------- | --------------------- | ----------------- | ------------------ | ------------------ | ----------------- | ------------------- | ---------- |
| nucleu cu 3 atomi | Aziridină             | Oxiran            | Tiiran             | Azirină            | Oxirenă           | Tiirenă             |            |
| nucleu cu 3 atomi | Structura Aziridine   | Structura Oxirane | Structura Thiirane | Structura Azirine  | Structura Oxirene | Structura Thiirene  |            |
| nucleu cu 4 atomi | Azetidină             | Oxetan            | Tietan             | Azetă              | Oxetă             | Tietă               |            |
| nucleu cu 4 atomi | Structura Acetidine   | Structura Oxetane | Structura Thietane | Structura Azete    | Structura Oxete   | Structura Thiete    |            |
| nucleu cu 5 atomi | Pirolidină            | Oxolan            | Tiolan             | Pirol              | Furan             | Tiofen              |            |
| nucleu cu 5 atomi | Structura Pyrrolidine | Structura Oxolane | Structura Thiolane | Structura Pyrrole  | Structura Furan   | Structura Thiophene |            |
| nucleu cu 6 atomi | Piperidină            | Oxan              | Tian               | Piridină           | Piran             | Tiopiran            |            |
| nucleu cu 6 atomi | Structura Piperidine  | Structura Oxane   | Structura Thiane   | Structura Pyridine | Structura Pyran   | Structura Thiopyran |            |
| nucleu cu 7 atomi | Azepan                | Oxepan            | Tiepan             | Azepină            | Oxepină           | Tiepină             |            |
| nucleu cu 7 atomi | Structura Azepane     | Structura Oxepane | Structura Thiepane | Structura Azepine  | Structura Oxepine | Structura Thiepine  |            |

## Heterocicli cu 3 atomi
- Lactone
- Anhidride acide

γ-butirolactona se formează prin deshidratarea γ hidroxiacizilor chiar și la temperatura camerei.

## Heterocicli cu 4 atomi
- Azetidină heteroatom N
- Oxetanul heteroatom O

Azetidina denumită  şi azaciclobutan face parte din clasa ciclurilor cu un atom de azot
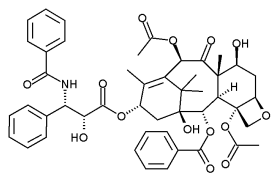
Paclitaxelul un agent chimioterapic, contţine un nucleu de tip oxetanic, ciclu format din 3 atomi de C şi un atom de O(ciclul este vizibil în partea dreaptă)

## Heterocicli cu 5 atomi
- Pirol (și derivații săi dihidro și tetrahidro).
- Arsolul și analogii săi heteroatom As.
- Furanul are un heteroatom O
- Tiofenul are un heteroatom S
- Azolii au heteroatom N și unul sau mai mulți atomi de N,S,O
- Ditiolanul are 2 heteroatomi de S

Compus organometalic a As, are caracter aromatic mediu
Tiofenul se găseşte împreună cu benzenul în gudroanele rezultate din distilarea uscată a cărbunilor de pămînt

Azolii compuși heterociclici cu 5 atomi, dintre care 2 heteroatomi: unul de N și al doilea, au atom de O, S, sau N 

Imidazolul este foarte răspîndit în combinaţiile organice naturale şi sintetice.
Nucleul oxazolic se formează prin ciclizarea şi oxidarea serinei sau treoninei.

## Heterocicli cu 6 atomi
- Piridină, Piperidină heteroatom 1 N

Piperidina sau hexahidropiridina se obţine prin hidrogenarea piridinei

- Piran heteroatom O
- Tiopiran heteroatom S
- Piridazină, pirimidină și pirazină heteroatomi 2 atomi de N (izomerii 1,2, 1-3, 1,4)

Piranul are un caracter puternic nesaturat și nu prezintă interes
Piridazina este compusul din grupa diazinelor cu importanța cea mai mică.
Pirimidina, un compus foarte important, intră în structura vitaminei B1, și a unor medicamente:hipnotice, barbiturice
Pirazina are un caracter aromatic pronunțat, prin hidrogenarea sa obținându-se piperazina

- Piperazină heteroatom 2 atomi de N
- Oxazină heteroatom N și O
- Tiazină heteroatomi N și S
- Ditian heteroatom 2 atomi de S

Piperazina are acțiune antihelmintică fiind eficace împotriva oxiurilor  și ascarizilor
Oxazinul este important doar cuplat cu inele benzenice când formează fenoxazina sau dibenzo-1,4-oxazina.
Tiazinul cuplat cu nuclee benzenice formează fenotiazina (dibenzo-1,4-tiazina), nucleu care stă la baza unor medicamente folosite pentru tratarea schizofreniei.
Ditianul este folosit pentru protejarea grupării carbonil în anumite reacții a căror desfășurare ar afecta gruparea.